# Od morza jesteśmy, O Baltio!

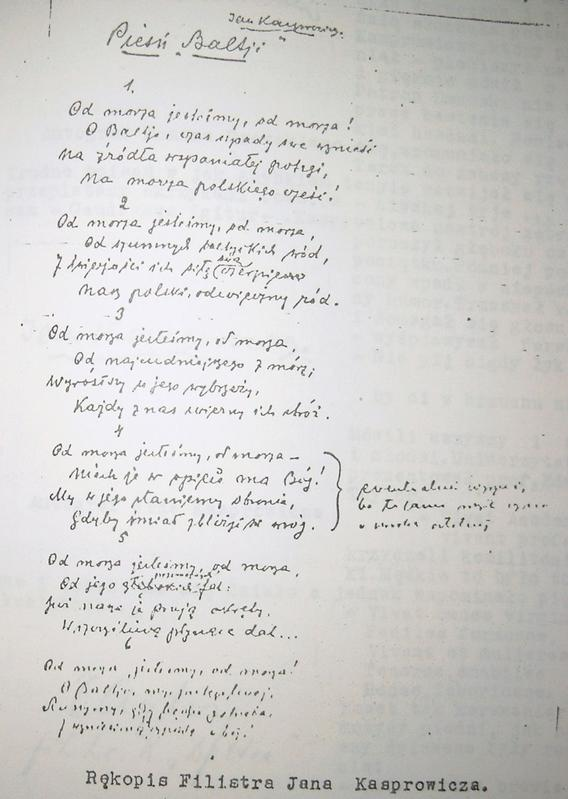
Rękopis Pieśni Baltii Jana Kasprowicza z Księgi Baltii

Od morza jesteśmy – pierwsze słowa utworu hymnicznego napisanego przez poetę Jana Kasprowicza dla Korporacji Studentów Uniwersytetu Poznańskiego Baltia. Autor – Filister honoris causa i protektor Baltii – napisał te słowa podczas Komerszu Baltii w czerwcu 1923 r., wyprawianym z okazji przyjęcia doktoratu h.c. Uniwersytetu Poznańskiego przez męża stanu, dra Romana Dmowskiego, Filistra i Patrona Baltii. Na komerszu pojawiło się wielu Filistrów h.c. Korporacji Akademickiej Baltia: senator Władysław Jabłonowski, senator Stanisław Kozicki i senator Zygmunt Wasilewski, który 6 stycznia 1932 r. w artykule pt. O genezie hymnu Baltii w „Słowie Pomorskim” opisał to wydarzenie, jak i powstanie utworu. Na tej samej stronie wydrukowano tekst poświęcony dziesięcioleciu Korporacji Baltia pt. Wielka służba korporantów, Hymn Korporacji „Baltia” oraz wizerunek Kasprowicza i Hallera. Właścicielem rękopisu Od morza jesteśmy (O Baltio!) zostali Baltusi, ale w latach 30. Drukarnia Św. Wojciecha go zagubiła. Feliks Nowowiejski napisał muzykę do tego utworu, lecz wersję korporacyjną stworzył młody barwiarz Baltii Aleksander Gronowicz (zm. 05.1926 roku). Zapis nutowy hymnu Baltii po wojnie opracował muzykolog, pianista, kompozytor i kierownik muzyczny scen bydgoskich Filister Baltii Grzegorz Kardaś.
Jan Tuczyński w książce Od Gopła do Bałtyku wskazuje, że pierwodruk ukazał się w 1924 roku w numerze 341 „Gazety Warszawskiej” pt. „Baltja”, a jako „Hymn Korporacji Baltja” drukował go „Kurier Poznański” w numerze 66 z 1930 r., następnie w numerze 214, 1931 r. O hymnie Baltii również napisano anonimowy artykuł w „Akademiku” nr 1, 1925. Niektóre z tych tekstów pominął filolog dr Michał Żerebny w tekście Od morza jesteśmy od morza! („Baltia” a związki Jana Kasprowicza z morzem), „Nautologia”, nr 3, 1983, na co wskazują za prof. Romanem Lothem autorzy Anna Kościelecka i Paweł Dzianisz w „Nadbałtyckich spotkaniach” (Instytut Kaszubski w Gdańsku, 2004, s.205).

## Tekst utworu
Od morza jesteśmy, od morza! O Baltio! czas szpady swe wznieść na źródła wspaniałej potęgi, na morza polskiego cześć! Od morza jesteśmy, od morza, Od szumnych bałtyckich wód, z świeżości ich siłę swą czerpie nasz polski, odwieczny ród.
Od morza jesteśmy, od morza! Od najcudniejszego z mórz, wyrósłszy u jego wybrzeży, każdy z nas wierny ich stróż. Od morza jesteśmy, od morza! Niech je w opiece ma Bóg! My w jego staniemy obronie, gdyby śmiał zbliżyć się wróg.
Od morza jesteśmy, od morza! Od jego przemożnych fal, już nasze je prują okręty, w szczęśliwą płynące dal... Od morza jesteśmy, od morza! O Baltio! my zastęp twój. Ruszymy, gdy będzie potrzeba, z wzniesioną tą szpadą w bój!

## Pieśń morska
Pieśni Baltii należy do tekstów wybitnej poezji patriotycznej Jana Kasprowicza, do którego Feliks Nowowiejski napisał muzykę. Pieśń ta weszła do „Śpiewnika morskiego”, czyli zbioru pieśni morskich z muzyką Nowowiejskiego, który ukazał się nakładem Ligi Morskiej i Kolonialnej w 1935 r. Ostatnie nagranie tego utworu pojawiło się na płycie Felix Nowowiejski, Pieśni morskie na Chór Mieszany A Capella op. 42 /nr 1-17/, Chór im. prof. W. Wawrzyczka Uniwersytetu Warmińsko-Mazurskiego w Olsztynie, dyrygent Benedykt Błoński, 2007.
W archiwum Korporacji Akademickiej Baltia znajduje się nagranie wersji korporacyjnej tego utworu w wykonaniu słynnego muzyka i muzykologa Grzegorza Kardasia.

## Tytuł publikacji i artykułów
Od morza jesteśmy od morza to tytuł kilku publikacji m.in.:
- Od morza jesteśmy, od morza: Powszechnej Wystawie Krajowej zeszyt ten poświęca/Baltia, 1929 r., 31s.
- Od morza jesteśmy, od morza!... Uroczysty obchód 15-lecia korporacji „Baltia” przy Uniw. Poznańskim, Słowo Pomorskie, 13 grudnia 1936 r., s. 5
- Od morza jesteśmy, od morza: Historia Baltii K.S.U.P. 1921-1939 Poznań, 142s. BRW (około 1980 r.)
- Daniel Pater, Patryk Tomaszewski; Od morza jesteśmy... Świadomości pomorskiej w myśli i działalności akademickiego ruchu korporacyjnego w Polsce w czasach II Rzeczypospolitej. Interdyscyplinarne Koło Naukowe Doktorantów UMK. Toruń 2006. s. 147.